# En pays lointain
En pays lointain (titre original : In a Far Country) est une nouvelle américaine de Jack London publiée aux États-Unis en 1900.

## Historique
La nouvelle est publiée initialement dans le mensuel Overland Monthly de juin 1899, avant d'être reprise dans le recueil The Son of the Wolf en 1900. En France, les éditions Innothéra publient en 1940 une édition de cent exemplaires numérotés pour bibliophiles avec illustrations de Georges Capon.

## Résumé
« Lorsqu'un homme voyage en pays lointain, il doit se préparer à oublier bien des choses qu'il a apprises et à acquérir les manières propres à l'existence dans cette nouvelle contrée. »

Pour avoir oublié ce principe, Carter Weatherbee et Percy Cuthfert, deux fainéants et geignards, finiront par s'entretuer dans une vieille cabane du Grand Nord.

## Éditions

### Éditions en anglais
- In a Far Country, dans le Overland Monthly, juin 1899.
- In a Far Country, dans le recueil The Son of the Wolf, Boston, Houghton Mifflin Company, 1900.

### Traductions en français
- En pays lointain, recueil de huit nouvelles chez Hachette, 1926, 1930, 1947.
- En pays lointain, traduit par François Specq, Gallimard, 2016[2].